# ذكرى ليلة حب (فلم)
ذكرى ليلة حب هو فيلم سينمائي من إنتاج عام 1973، بطولة صلاح ذو الفقار ونيللي ونبيلة عبيد وآخرين. من تأليف وإخراج سيف الدين شوكت.

## قصة الفيلم
في ضواحي مدينة بيروت يعيش أنور (صلاح ذو الفقار) سعيداً مع زوجته ليلي (نيللي) المريضة بالقلب، ويلتقي ذات يوم بصديقته السابقة كاميليا (نبيلة عبيد)، التي تعمل راقصة، وأثناء زيارتها له في منزله تصاب بإغماء ثم يكتشف انها ماتت، تحوم الشبهات حول أنور وآخرين، وتُصدم الزوجة، ويتم القبض على أنور. فهل يتوصل صديقه ضابط الشرطة إلى القاتل الحقيقي

## فريق العمل
- سيناريو وإخراج: سيف الدين شوكت
- إنتاج: الفرات للسينما - خالد الغزي
- توزيع: شركة أفلام الأندلس
- مدير التصوير: أحمد أبو سعدة
- موسيقى: سهيل عرفة
- مونتاج: صاحب حداد
- مدير الإنتاج: نمر أحمد عداس
- مساعد مخرج: فؤاد شافعي، سهيل ميسر

## طاقم التمثيل

### بطولة
- صلاح ذو الفقار في دور أنور كيالي
- نيللي في دور ليلي
- نبيلة عبيد في دور كاميليا
- رفيق السبيعي في دور أبو صياح
- زياد مولوي في دور عبده
- مريم فخر الدين في دور (ضيفة شرف)
- منى واصف في دور بهيجة
- هالة شوكت
- خالد تاجا
- هدى شعراوي

### بالاشتراك مع
| - مها الصالح - نادية أرسلان - أنور البابا - أحمد عداس - يوسف شويري - صباح عبيد - رجاء ريشي - شاكر بريخان - محمد الشماط | - أحمد رافع - صالح خلقي - هشام المصري - أديب شحادة - عدنان عجلوني - محمد طرقجي - زياد القربي - خالد أبوسعادة - مظهر جليلاتي |